# Leionema diosmeum
Leionema diosmeum är en vinruteväxtart som först beskrevs av Adrien Henri Laurent de Jussieu, och fick sitt nu gällande namn av Paul G. Wilson. Leionema diosmeum ingår i släktet Leionema och familjen vinruteväxter. Inga underarter finns listade i Catalogue of Life.